# ちかまる
ちかまるとは、福岡市交通局のマスコットキャラクター。

## 特徴
オグロプレーリードッグをモデルにデザインされた。公式プロフィールによると、7月26日（この日付は福岡市地下鉄の開通日である）生まれのオス。体長30cm、体重1kg。特技は早く走ることと穴を掘ることで、好物はジャガイモ。「地下鉄に乗ると目的地がちかまる」ということから命名された。受験シーズンには、「目的地＝志望校に近まる」ということで関連グッズがよく売れるという。IC乗車カード「はやかけん」にもデザインされている。

## その他
- 2008年に春休み、夏休み、冬休みには、マクドナルドの商品引換券がついた、子供専用の「ちかまるきっぷ」が100円で販売されていた[2]が、2016年8月28日付で終了した[3]。

- 長崎県小値賀町のマスコットキャラクターの名前もちかまるくんである[4]。こちらも、命名の由来は「小値賀町との関係が近まる」ということから来ているが、モデルになっている動物は九州鹿である。